# Tirimácuaro
Tirimácuaro är en ort i Mexiko.   Den ligger i kommunen Penjamillo och delstaten Michoacán de Ocampo, i den centrala delen av landet, 300 km väster om huvudstaden Mexico City. Tirimácuaro ligger 1 695 meter över havet och antalet invånare är 919.
Terrängen runt Tirimácuaro är kuperad söderut, men norrut är den platt. Tirimácuaro ligger nere i en dal. Runt Tirimácuaro är det ganska glesbefolkat, med 43 invånare per kvadratkilometer. Närmaste större samhälle är Penjamillo de Degollado, 2,8 km väster om Tirimácuaro. I omgivningarna runt Tirimácuaro växer huvudsakligen savannskog.